# Tura Satana (gruppo musicale)
I Tura Satana sono stati un gruppo musicale nu metal statunitense, originario di Los Angeles, in attività dal 1994 al 1998.
Il gruppo fu fondato a metà degli anni novanta dalla cantante e rapper Tairrie B, in seguito all'abbandono da parte di quest'ultima dell'etichetta discografica Ruthless Records. Inizialmente assunsero il nome Manhole e debuttarono con sonorità rap metal, poi vennero a sapere dell'esistenza di un gruppo punk rock del Texas con lo stesso nome, così cambiarono nome e stile musicale.

## Storia del gruppo
Durante la registrazione del suo secondo album in studio per l'etichetta Ruthless Records, la cantante e rapper Tairrie B espresse l'intento di formare un gruppo rap rock e registrò per prova una propria versione del brano dei Van Halen "Runnin' with the Devil", intitolata "Rhyming with a Devil", ma la casa discografica respinse l'iniziativa della cantante e le sconsigliò di renderla concreta. Dopo aver visto un'esibizione dal vivo del collega Ice-T col suo gruppo Body Count, Tairrie B rafforzò la propria motivazione a condurre il progetto, accantonò la registrazione del suo secondo album, lasciò la Ruthless ed acquisì la possibilità di formare un gruppo rock dove lei poteva "cantare strofe rap su accompagnamenti duri e trattare questioni socialmente più consapevoli". Il gruppo si formò col nome Manhole, e nel 1994 l'etichetta Lethal Records pubblicò due loro canzoni su un vinile da sette pollici, inoltre la casa discografica Noise Records chiese loro di registrare brani per la raccolta The Fall and the Rise of Los Angeles, pubblicata nel 1995, permettendosi in tal modo di firmare un contratto di registrazione con l'etichetta, che ammise di prediligere il nuovo gruppo. In seguito alla firma, la band venne a sapere dell'esistenza di un gruppo punk rock con lo stesso nome e formatosi tempo prima, ma la Noise Records assicurò che il gruppo di Tairrie B avrebbe risolto in poco tempo la situazione, durante la ricerca di un produttore per il loro primo album.
I Manhole furono introdotti dai colleghi Korn a Ross Robinson, che da loro fu assunto per la produzione del primo album in studio All Is Not Well. I testi dell'album trattavano di violenza contro le donne, stupro, aborto e razzismo. Nonostante l'apprezzamento per il lavoro di Robinson, la band restò ugualmente insoddisfatta della produzione, e la cantante dichiarò in seguito di preferire produttori capaci di aiutare la formazione a registrare un album più pesante.
Malgrado le suddette rassicurazioni, l'etichetta Noise non fu in grado di risolvere le questioni legali relative al nome del gruppo. In seguito, su iniziativa di Tairrie B, assunsero il nome Tura Satana, traendo ispirazione dall'attrice omonima, per un'affinità della cantante col personaggio di Varla nel film Faster, Pussycat! Kill! Kill!. Dopo il cambio di nome, il gruppo abbandonò subito le sonorità rap metal originali a favore di uno stile sonoro "intimo ed emozionale". Con il nome di Tura Satana pubblicarono il secondo album in studio Relief Through Release, considerato dalla rivista specializzata AllMusic "una dimostrazione prematura della varietà sonora del genere nu metal". A causa di contrasti interni e problemi di confidenza con la casa discografica, il gruppo si sciolse nel 1998.

## Formazione
Ultima
- Tairrie B - voce
- Brian Harrah - chitarra
- Rico Villasenor - basso
- Marcelo Palomino - batteria

Ex membri
- Scott Ueda - chitarra (1994–1997)
- Marty Ramirez - chitarra (1994)
- Stephen Klein - basso (1994–1995)
- Louiche Mayorga - basso (1996)

## Discografia

### Album in studio
- 1996 - All Is Not Well[7]
- 1998 - Relief Through Release[8]